# Parazanclodes
Parazanclodes is een geslacht van vlinders van de familie snuitmotten (Pyralidae), uit de onderfamilie Galleriinae.

## Soorten
- P. chrysaugella Hampson, 1901
- P. inusitatus Whalley, 1964